# Bula (Camarines Sur)
Bula ist eine philippinische Stadtgemeinde in der Provinz Camarines Sur. Sie hat 69.430 Einwohner (Zensus 1. August 2015).

## Baranggays
Bula ist politisch in 33 Baranggays unterteilt.
| - Bagoladio - Bagumbayan - Balaogan - Caorasan - Casugad - Causip - Fabrica - Inoyonan - Itangon - Kinalabasahan - La Purisima | - La Victoria - Lanipga - Lubgan - Ombao Heights - Ombao Polpog - Palsong - Panoypoyan - Pawili - Sagrada (Sagrada Familia) - Salvacion (Pob.) - San Agustin | - San Francisco - San Isidro - San Jose - San Miguel - San Ramon - San Roque (Pob.) - San Roque Heights - Santa Elena - Santo Domingo - Santo Niño - Taisan |